# ناحیه القنطره
ناحیه القنطره (به عربی: دائرة القنطرة) یک ناحیه در الجزایر است که در استان بسکره واقع شده‌است.